# Cachara
Pseudoplatystoma fasciatum (popularmente conhecido por cachara no Brasil) é uma espécie de peixes siluriformes de família Pimelodidae, nativos de Guiana, Suriname e Guiana Francesa.
Alcançam um comprimento máximo de 90 cm. Corpo relativamente magro, mais largo nas barbatanas peitorais e, gradualmente, diminuindo de largura para caudal. Perfil da cabeça como um triângulo agudo. Apresenta 42 a 44 vértebras. O crânio é mais estreito que outras espécies de seu género. Têm geralmente 10-11 barras verticais escuras e amplas; barras verticais brancas menos do que as verticais pretas; dorso escuro e ventre claro; barbatanas peitorais e pélvicas escuras com poucas manchas ou sem elas; bares posterior à cabeça e opérculo relativamente mais loop como que em linha reta.